# روث ويليام (ممثلة)
روث ويليام (بالإنجليزية: Ruth Hale)‏ هي ممثلة أمريكية، ولدت في 14 أكتوبر 1908 في Granger-Hunter, Utah ‏ في الولايات المتحدة، وتوفيت في 20 أبريل 2003 في هولاداي في الولايات المتحدة.

## وصلات خارجية
- روث ويليام على موقع IMDb (الإنجليزية)
- روث ويليام على موقع قاعدة بيانات الفيلم (الإنجليزية)